# Morjana Alaoui

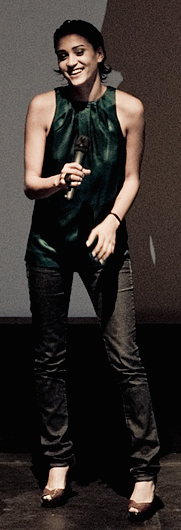
Morjana Alaoui (2008)

Morjana Alaoui (arabisch مرجانة العلوي; * 1983 in Casablanca) ist eine marokkanische Schauspielerin.

## Biografie
Morjana Alaoui ist in Casablanca aufgewachsen. Sie erhielt das Abitur an der American School of Casablanca und studierte zunächst in Florida und dann in Paris. Dort wurde sie von ihrer Cousine Laïla Marrakchi, Regisseurin des Films Marock, zu einem Casting eingeladen.
Im Jahr 2008 übernahm sie die Hauptrolle in dem frankokanadischen Horrorfilm Martyrs.

## Filmografie
- 2005: Marock: Rita
- 2008: Martyrs: Anna
- 2009: Die zwei Leben des Daniel Shore: Iman
- 2011: Special Forces: Maina